# STS-63
STS-63 e шестдесет и седмата мисия на НАСА по програмата Спейс шатъл и двадесети полет на совалката Дискавъри. Това е първата мисия, пилот на която е жена – Айлин Колинс.

## Екипаж

### Основен екипаж
| Пост                    | Астронавт                                      |
| ----------------------- | ---------------------------------------------- |
| Командир                | Джеймс Уитърби трети космически полет          |
| Пилот                   | Айлин Колинс първи космически полет            |
| Специалист на мисията 1 | Майкъл Фоул трети космически полет             |
| Специалист на мисията 2 | Джанис Вос втори космически полет              |
| Специалист на мисията 3 | Бърнърд Харис втори космически полет           |
| Специалист на мисията 4 | Владимир Титов (РКА) четвърти космически полет |

### Дублиращ екипаж
| Пост                  | Астронавт                          |
| --------------------- | ---------------------------------- |
| Специалист на мисията | Сергей Крикальов (РКА) за В. Титов |

- Броят на полетите е преди и включително тази мисия.

## Полетът
Основната цел на мисия STS-63 е извършване на среща и приближаване до руската космическа станция „Мир“. Това се прави с цел проверка на летателните техники, комуникации и навигация във връзка с предстоящото първо скачване на совалка със станцията (мисия STS-71).
Допълнително са планирани 20 експеримента в лабораторията Spacehab-3, извеждане и повторно прибиране на борда на спътника Spartan-204, както и едно излизане в открития космос.
Част от експериментите са:
- Cryo Systems Experiment (CSE);
- the Shuttle Glow (GLO-2);
- Orbital Debris Radar Calibration Spheres (ODERACS-2);
- the Solid Surface Combustion Experiment (SSCE);
- the Air Force Maui Optical Site Calibration Test (AMOS);
- the Midcourse Space Experiment (MSX) и др.

Първият ден от полета преминава в серия от маневри, които да доведат совалката до височината на орбита на орбиталната станция „Мир“. Планът предвиждал совалката да се доближи до не по-близо от 10 метра от станцията, а след това да направи обиколка около нея. Въпреки възникналите проблеми с маневрените двигатели совалката доближава станцията на 11,3 м. Полетът в това състояние продължава около 10 минути, след което совалката се отдалечава на около 122 м и прави обиколка около станцията по време на която са направени много снимки.
На третия ден от полета е освободен за автономен около 40-часов полет спътникът SPARTAN-204 (от английски: The Shuttle Pointed Autonomous Research Tool for AstroNomy-204). Спътникът е оборудван с ултравиолетов спектрограф за заснемане на далечни небесни обекти за изследване състава на околозвездното пространство. На 9 февруари SPARTAN-204 е прибран обратно на борда чрез дистанционния манипулатор на совалката.
Малко след това специалистите на мисията Майкъл Фоул и Бърнърд Харис излизат в открития космос, по време на което основната задача е изпробване на модернизирани костюми за космически разходки с подобрена термоизолация. Това е двадесет и деветата космическа разходка в историята на Спейс шатъл, а Б. Харис става първият афроамериканец, осъществил такава.

## Параметри на мисията
- Маса:
  - При старта: ? кг
  - При кацането: ? кг
  - Полезен товар: 8641 кг
- Перигей: 306 км
- Апогей: 341 км
- Инклинация: 51,6°
- Орбитален период: 91.0 мин
- Приближаване до станцията „Мир“ на 11 m на 6 февруари 1995 – 19:23:20 UTC.

### Космически разходки
| № | Участници                   | Начало                    | Край                      | Продължителност  |
| - | --------------------------- | ------------------------- | ------------------------- | ---------------- |
| 1 | Майкъл Фоул и Бърнърд Харис | 9 февруари 1995 11:56 UTC | 9 февруари 1995 16:35 UTC | 4 часа 39 минути |

## Галерия
- Орбиталният комплекс Мир – Союз ТМ-20, гледан от борда на совалката
- Космонавтът Валерий Поляков гледа към приближаващата совалка.